# Alfredo Foglino
Alfredo Foglino (* 1. Februar 1892 in Montevideo, Uruguay; † 9. Juli 1968) war ein uruguayischer Fußballspieler und -trainer.

## Spielerlaufbahn

### Vereinskarriere
Der El primer Mariscal (dt.: Der erste Marschall) genannte rechte Verteidiger begann seine Karriere bei Colón FC und spielte anschließend von 1911 bis zum Karriereende 1925 bei Nacional Montevideo. Auch an der großen Europa-Tournee des Clubs im Jahre 1925 nahm er teil. 1928 kam er abermals in einem Freundschaftsspiel zum Einsatz. Bei den Bolsos gewann er insgesamt neun uruguayische Meistertitel (1912, 1915, 1916, 1917, 1919, 1920, 1922, 1923 und 1924), war zehn Jahre lang Kapitän der Mannschaft und wurde in 409 Partien eingesetzt.

### Nationalmannschaft
Für die Nationalmannschaft Uruguays absolvierte er von seinem Debüt am 15. August 1912 bis zu seinem letzten Einsatz am 22. Juli 1923 47 Länderspiele, bei denen ihm jedoch kein Torerfolg gelang. In diesem Zeitraum nahm er mit der Celeste am Campeonato Sudamericano 1916, 1917, 1919, 1920 und am Turnier 1921 teil. Dabei konnte seine Mannschaft in den Jahren 1916, 1917 und 1920 jeweils den Titel des Südamerikameisters erringen. Auch der Gewinn der Copa Caridad Sir Thomas Lipton im Jahre 1912 sowie dreimal der Copa Nicanor R. Newton (1912, 1913 und 1915), der Copa Gran Premio de Honor Uruguayo 1918 und der Copa Club Círculo de La Prensa 1919 sind in seiner persönlichen Erfolgsbilanz verzeichnet.

## Trainertätigkeit
Mindestens beim Campeonato Sudamericano 1916 war er neben seiner Funktion als Spieler zudem gemeinsam mit Jorge Pacheco als Nationaltrainer Uruguays tätig.

## Sonstiges
Später war er lange Jahre in führender Position bei Nacional tätig. Er starb 1968 in unmittelbar zeitlicher Nähe zum Tode José Nasazzis und Raúl Judes, die alle innerhalb von zwei Wochen das Zeitliche segneten.

## Erfolge
- 9× Uruguayischer Meister: 1912, 1915, 1916, 1917, 1919, 1920, 1922, 1923 und 1924
- 3× Südamerikameister: 1916, 1917, 1920
- 3× Copa Nicanor R. Newton: 1912, 1913 und 1915
- 1× Copa Lipton: 1912
- 1× Copa Independencia Argentina: 1916
- 1× Copa Gran Premio de Honor Uruguayo: 1918
- 1× Copa Club Circulo de La Prensa: 1919